# NGC 4808
NGC 4808 (również PGC 44086 lub UGC 8054) – galaktyka spiralna (Sc), znajdująca się w gwiazdozbiorze Panny. Odkrył ją William Herschel 17 kwietnia 1786 roku.